# Tomàs Forteza i Cortès
Tomàs Forteza i Cortès (Palma, 13 de maig de 1838 - 21 de maig de 1898) fou un filòleg, poeta i assagista balear. Deixeble de Marià Aguiló i Fuster (va col·laborar amb ell en la compilació de cançons populars) i secretari de l'Ateneu Balear, col·laborà en diverses publicacions periòdiques (literàries, catòliques i històriques). Era partidari de l'ús culte del català, en contraposició amb els corrents dialectalistes. Des de 1883 fou secretari de la Junta Provincial d'Instrucció Pública de les Balears. També fou mestre d'Antoni Maria Alcover. L'Ajuntament de Palma el nomenà fill il·lustre i li dedicà un carrer. Era una persona d'unes profundes conviccions catòliques.
No començà a escriure poesia fins a gairebé els trenta anys. Va ser proclamat Mestre en Gai Saber als Jocs Florals de Barcelona el 1873. La seva obra poètica fou aplegada el 1902 en una edició pòstuma titulada Poesies, prologada per Miquel Costa i Llobera. A la seva poesia hi predominen els romanços històrics, però també la poesia amorosa i religiosa. Com a filòleg s'inicià el 1874 amb la publicació de Programa de ortografía castellana (per a ús docent), i amb La desinència del plural femení, el primer dels seus treballs de filologia científica. El 1881 el seu Programa de gramàtica mallorquina fou premiat al certamen de Fires i Festes de Palma, i el 1890 la Diputació Balear acordà subvencionar l'edició de Gramática de la lengua catalana, que no s'acabà d'imprimir fins a 1915 (prologada per Antoni Maria Alcover); aquesta fou la seva gran obra que, d'altra banda, deixà inacabada.

## Gramática de la lengua catalana
En un principi, aquesta gramàtica fou redactada l'any 1881 segons el mètode empíric, però, poc després, Tomàs Forteza decidí refer-la inspirant-se en els nous corrents romanistes que venien d'Alemanya, sobretot en l'obra Grammatik der romanischen Sprachen de Freidrich Diez. Fent servir la metodologia científica intentarà demostrar que la llengua es regeix per regles fixes, constants i incontrastables. Aquesta gramàtica està redactada en castellà i consta de quatre parts: fonologia (98 pàgines), morfologia (330 pàgines i acabada pel seu fill Francesc), sintaxi i ortografia.
Forteza va morir l'any 1898, deixant sense enllestir les parts corresponents a la sintaxi i a l'ortografia, però, de totes maneres, a la gramàtica publicada l'any 1915 s'hi afegeixen algunes notes sobre sintaxi i ortografia que Tomàs Forteza havia anat elaborant al llarg de la seva vida i, a continuació d'aquestes notes, un apèndix que tracta de l'ús de les lletres h i r (article publicat el 1887 a la revista Museo Balear) i un altre sobre el gènere de les paraules amor, color i olor.
Antoni Maria Alcover la considera una de les millors gramàtiques del català encara que hi troba algun defecte com, per exemple, la seva pobresa a l'hora de reflectir les diferències entre les diferents variants dialectals. Alcover també afirma que aquesta obra és un estudi fonamental de les lleis fòniques i morfològiques que regeixen la forma i la constitució de la llengua catalana.
Pel gran interès que té en la historiografia lingüística catalana, Maria-Pilar Perea la va editar en dos volums els anys 2008 i 2009.